# Takahiro Yamada
Takahiro Yamada, född 29 april 1972 i Osaka prefektur, Japan, är en japansk tidigare fotbollsspelare.